# Szymon Sajnok
Szymon Sajnok (Kartuzy, 24 de agosto de 1997) é um desportista polaco que compete em ciclismo nas modalidades de pista e estrada.
Ganhou uma medalha de ouro no Campeonato Mundial de Ciclismo em Pista de 2018, na prova de ómnium.

## Medalheiro internacional
| Campeonato Mundial | Campeonato Mundial         | Campeonato Mundial | Campeonato Mundial |
| Ano                | Lugar                      | Medalha            | Competição         |
| ------------------ | -------------------------- | ------------------ | ------------------ |
| 2018               | Apeldoorn ( Países Baixos) | Medalha de ouro    | Ómnium             |

## Palmarés
2017
- 1 etapa do Tour de Kumano[2]

2018
- Dookoła Mazowsza, mais 3 etapas[3]